# Owe Ohlsson

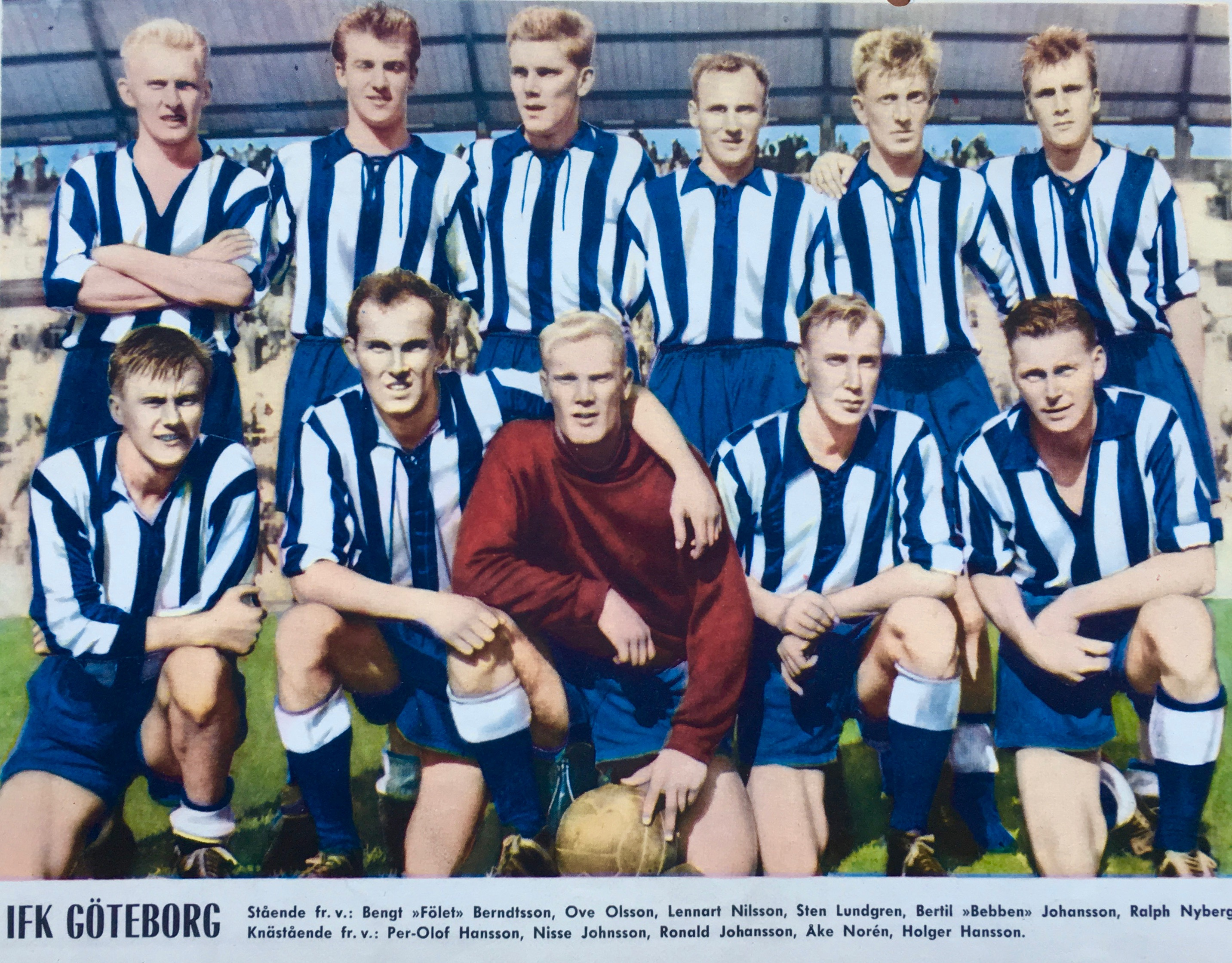
IFK:s vinnande lag i allsvenskan 1958.

Sven Owe Ohlsson, född 19 augusti 1938 på Hälsö i Öckerö kommun, är en svensk tidigare fotbollsspelare, i bland annat IFK Göteborg och AIK. Han spelade på många positioner: i IFK Göteborg spelade han som forward, men omskolades i AIK till back. Han har även spelat målvakt en gång, detta mot Hammarby IF då han höll nollan. 
Owe Ohlsson ingick i Den Svenska VM Truppen 1958 som tog Silver vid Världsmästerskapet på hemmaplan.
Han är den enda ifrån Silver laget som fortfarande är kvar i livet "December 2024".

## Biografi
Owe Ohlsson fick en bra start på sin fotbollskarriär: Som fjortonåring hade han redan avancerat till Hälsö BK:s A-lag och ett par år senare, när han skulle till yrkesskola i Göteborg, fick han IFK Göteborg som klubbadress. 1956 debuterade han i Allsvenskan med IFK Göteborg och inom ett år hade han redan vunnit ett allsvenskt guld och gjort B- och U-landskamper. I maj 1958, en månad före VM-premiären, blev han för första gången uttagen till A-landslaget i en match mot Schweiz i Helsingborg. Ohlsson imponerade och blev uttagen till VM-truppen. Väl i VM fick han inte spela något. Han spelade nio år i IFK Göteborg. Han spelade 165 matcher och gjorde på dessa 101 mål vilket gör honom till klubbens femte bästa målskytt genom tiderna. Han var den förste spelare som gjorde fem mål i en Europacup-match, detta mot nordirländska Linfield säsongen 1959-1960, i en match som IFK Göteborg vann med 6-1.
Hösten 1964 ville AIK värva Ohlsson från Göteborgslaget, något han själv inte var intresserad av. Hans fru lyckades övertala honom och Ohlsson åkte dit något motvilligt och kunde nog inte föreställa sig att han skulle stanna i AIK i hela sju år och än mindre att han skulle bo i Stockholm därefter fram till idag. Han spelade samtliga 154 allsvenska matcher mellan 1965 och 1971.
Ohlsson omskolades 1967 till back, vilket skedde av en slump – AIK skulle spela en träningsmatch i Thorstens Cup i Stora Mossen, men då fick en ordinarie innerback förhinder och AIK slängde in Ohlsson på den positionen. Efter den dagen spelade han huvudsakligen som back, även om han under matcher kom att byta positioner, detta exempelvis i en match mot Hammarby IF. Den ordinarie målvakten Leif Hult blev då skadad efter 23 minuter och Ohlsson fick ställa sig i mål. Han var dock inte oerfaren, han hade stått i mål lite på skoj på träningarna ibland. Ohlsson höll nollan och AIK vann matchen med 2-0, vilket gör att han är en av de få målvakter i AIK som aldrig släppt in ett mål i en allsvensk match.
Under våren 1967 hade AIK länge varit i allsvensk ledning, men man slutade femma och de följande åren, 1968-1970 blev en prövning för AIK och dess spelare. Både 1968 och 1969 hade AIK klarat sig med ett nödrop och 1970 var det endast aningen bättre. Men AIK klarade sig ur krisen och det var mycket tack vare Owe Ohlsson. 1971 kom dock bröderna Börje och Yngve Leback, vilket var starten på många fina år för AIK.
Dessa fina år fick AIK dock klara sig utan Ohlsson, då AIK-tränaren Jens Lindblom krävde att alla spelare skulle träna fyra gånger i veckan plus match. Detta var för mycket för Ohlsson, som hade ett krävande arbete och han slutade i AIK och började istället som en spelande tränare i IFK Stockholm. Men han lämnade detta jobb efter ett par år och gick till AIK igen för att träna juniorerna.
I slutet av 1980-talet blev Owe Ohlsson styrelseledamot i AIK:s fotbollsstyrelse. Han blev snart vice ordförande och när den dåvarande ordföranden Sven-Erik Håkansson avgick tog Ohlsson chansen direkt och fann sig själv som ordförande i styrelsen. Ohlsson lyckades under sitt ordförandeskap bland annat värva Vadim Jevtusjenko till AIK. Han var även aktiv i värvningarna av tränarna Tommy Söderberg och Tomas Lyth.

## Landslagsstatistik
| Kronologisk lista över spelade landskamper för Sveriges herrlandslag i fotboll | Kronologisk lista över spelade landskamper för Sveriges herrlandslag i fotboll | Kronologisk lista över spelade landskamper för Sveriges herrlandslag i fotboll | Kronologisk lista över spelade landskamper för Sveriges herrlandslag i fotboll | Kronologisk lista över spelade landskamper för Sveriges herrlandslag i fotboll | Kronologisk lista över spelade landskamper för Sveriges herrlandslag i fotboll | Kronologisk lista över spelade landskamper för Sveriges herrlandslag i fotboll | Kronologisk lista över spelade landskamper för Sveriges herrlandslag i fotboll | Kronologisk lista över spelade landskamper för Sveriges herrlandslag i fotboll |
| Nr                                                                             | Datum                                                                          | Spelplats                                                                      | Hemmalag                                                                       | Resultat                                                                       | Bortalag                                                                       | Mål                                                                            | Evenemang                                                                      |                                                                                |
| ------------------------------------------------------------------------------ | ------------------------------------------------------------------------------ | ------------------------------------------------------------------------------ | ------------------------------------------------------------------------------ | ------------------------------------------------------------------------------ | ------------------------------------------------------------------------------ | ------------------------------------------------------------------------------ | ------------------------------------------------------------------------------ | ------------------------------------------------------------------------------ |
| 1                                                                              | 07.05.1958                                                                     | Helsingborg, Sverige                                                           | Sverige                                                                        | 3 – 2                                                                          | Schweiz                                                                        |                                                                                | Träningsmatch                                                                  |                                                                                |
| 2                                                                              | 21.05.1959                                                                     | Göteborg, Sverige                                                              | Sverige                                                                        | 2 – 0                                                                          | Portugal                                                                       | 1                                                                              | Träningsmatch                                                                  |                                                                                |
| 3                                                                              | 18.05.1960                                                                     | Malmö, Sverige                                                                 | Sverige                                                                        | 4 – 1                                                                          | Irland                                                                         |                                                                                | Träningsmatch                                                                  |                                                                                |
| 4                                                                              | 07.04.1962                                                                     | Göteborg, Sverige                                                              | Sverige                                                                        | 3 – 1                                                                          | Tjeckien                                                                       |                                                                                | Träningsmatch                                                                  |                                                                                |
| 5                                                                              | 18.04.1962                                                                     | Solna stad, Sverige                                                            | Sverige                                                                        | 0 – 2                                                                          | Sovjetunionen                                                                  |                                                                                | Träningsmatch                                                                  |                                                                                |
| 6                                                                              | 19.06.1962                                                                     | Helsingfors, Finland                                                           | Finland                                                                        | 0 – 3                                                                          | Sverige                                                                        | 1                                                                              | NM 1960–1963                                                                   |                                                                                |
| 7                                                                              | 21.06.1962                                                                     | Oslo, Norge                                                                    | Norge                                                                          | 0 – 2                                                                          | Sverige                                                                        |                                                                                | EM-kval 1964                                                                   |                                                                                |
| 8                                                                              | 28.10.1962                                                                     | Solna stad, Sverige                                                            | Sverige                                                                        | 4 – 2                                                                          | Danmark                                                                        | 2                                                                              | NM 1960–1963                                                                   |                                                                                |
| 9                                                                              | 04.11.1962                                                                     | Malmö, Sverige                                                                 | Sverige                                                                        | 1 – 1                                                                          | Norge                                                                          |                                                                                | EM-kval 1964                                                                   |                                                                                |
| 10                                                                             | 12.11.1962                                                                     | Ramat Gan, Israel                                                              | Israel                                                                         | 0 – 4                                                                          | Sverige                                                                        | 1                                                                              | Träningsmatch                                                                  |                                                                                |
| 11                                                                             | 16.11.1962                                                                     | Bangkok, Thailand                                                              | Thailand                                                                       | 1 – 2                                                                          | Sverige                                                                        | 1                                                                              | Träningsmatch                                                                  |                                                                                |
| 12                                                                             | 04.05.1963                                                                     | Budapest, Ungern                                                               | Ungern                                                                         | 4 – 0                                                                          | Sverige                                                                        |                                                                                | OS-kval 1964                                                                   |                                                                                |
| 13                                                                             | 14.08.1963                                                                     | Solna stad, Sverige                                                            | Sverige                                                                        | 0 – 0                                                                          | Finland                                                                        |                                                                                | NM 1960–1963                                                                   |                                                                                |
| 14                                                                             | 27.10.1963                                                                     | Göteborg, Sverige                                                              | Sverige                                                                        | 2 – 2                                                                          | Ungern                                                                         |                                                                                | OS-kval 1964                                                                   |                                                                                |
| 15                                                                             | 02.08.1964                                                                     | Helsingfors, Finland                                                           | Finland                                                                        | 1 – 0                                                                          | Sverige                                                                        |                                                                                | NM 1964–1967                                                                   |                                                                                |

## Meriter
- SM-guld (1): 1957/1958 med IFK Göteborg
- Som allsvensk målvakt har han aldrig släppt in ett mål.
- Femte bästa målskytt i allsvenskan genom tiderna för IFK Göteborg.
- Förste spelare att göra 5 mål i en Europacupmatch, mot Linfield säsongen 1959-60 (IFK Göteborg vann med 6-1).